# Fulvio Cordignano
Padre Fulvio Cordignano, noto in albanese come Fulvio Kordinjano (Moggio Udinese, 19 ottobre 1887 – Roma, 9 maggio 1952), è stato un presbitero, missionario, gesuita e albanologo italiano.

## Biografia
Nacque a Moggio Udinese il 19 ottobre 1887 nella frazione Bevorchians. Formatosi in seminario a Udine, si unì alla Compagnia di Gesù nel 1905 a Cremona, dove studiò letteratura e filosofia. Fu inviato come missionario in Albania, dove insegnò tra il 1912 e il 1916 al collegio Saveriano di Scutari.
Fu ordinato presbitero il 23 dicembre 1918 e proseguì i suoi studi in Moravia, a Hastings, a Dublino e a Lovanio, facendo ritorno entro il 1921 in Italia dove si stabilì a Roma per contribuire al periodico gesuita La Civiltà Cattolica. Tornò in Albania nel 1924 per insegnare filosofia e letteratura al collegio Saveriano e nel 1926 partì come missionario con la "Missione Volante" dei gesuiti, viaggiando in città e villaggi dell'Albania settentrionale e acquisendo conoscenze di costumi e folklore albanesi. Per le sue origini italiane, divenne noto anche come padre Milan. Scrisse numerose opere su cultura, letteratura e storia degli albanesi e dell'Albania, divenendo insieme al sodale Giuseppe Valentini uno dei maggiori albanologi del suo periodo.
Tornò in Italia tra il 1942 e il 1943 stabilendosi prima a Padova fino al 1949, poi a Palermo nel 1950 e infine a Gorizia nel 1951.
Morì a Roma il 9 maggio 1952.

## Opere
- Gli albanesi nella storia d'Europa, in Vita e Pensiero, 1924.
- Antichi monasteri benedettini e loro benemerenze sociali in Albania, in La Civiltà Cattolica, 1929.
- Lingua albanese, dialetto ghego: grammatica, saggi di letteratura, fraseologia e proverbi, Milano, Hoepli, 1931.
- Geografia ecclesiastica dell'Albania. Dagli ultimi decenni del secolo XVI alla metà del secolo XVII, in Orientalia Christiana Periodica, 1934.
- L'Albania attraverso l'opera e gli scritti di un grande missionario italiano: il P. Domenico Pasi S.J. (1847-1914) (PDF), vol. 3, Roma, Istituto per l'Europa Orientale, 1934.
- Fulvio Cordignano e Giuseppe Valentini, Saggio di un Regesto storico dell'Albania, Scutari, Tipografia dell'Immacolata, 1937-1940.
- Dizionario italiano-albanese, Scutari, Tipografia dell'Immacolata, 1938.
- La poesia epica di confine nell'Albania del Nord, vol. 1, Venezia, Tipografia Libreria Emiliana, 1943.
- L'abbazia benedettina di Moggio Udinese nella grande cornice storico-giuridica del Patriarcato di Aquileia, 1989.